# Полиевкт (Финфинис)
Митрополи́т Полие́вкт (греч. Μητροπολίτης Πολύευκτος, в миру Константи́нос Финфи́нис, греч. Κωνσταντίνος Φινφίνης; 1912, Константинополь — 1 февраля 1988, Афины) — епископ Константинопольской православной церкви, митрополит Анейский (1974 - 1988).

## Биография
В 1928 году поступил в Богословскую школу на острове Халки, которую окончил в 1934 году, защитив сочинение, посвящённое греко-болгарской схизме.
В марте 1934 года рукоположён в сан диакона митрополитом Ираклийским Вениамином.
16 января 1937 года назначен гипограмматеем (помощником секретаря) Священного Синода.
20 марта 1938 года в Свято-Троицком храме рукоположён в сан священника в митрополитом Сардийским Германом, после чего уезжает в США и служит на разных приходах Американской архиепископии Константинопольского патриархата.
11 октября 1955 года по представлению архиепископа Михаила (Константинидиса) был избран титулярным епископом Тропейским, викарием Американской архиепископии.
Епископская хиротония состоялась 3 ноября 1955 года в соборе святого Николая в Питтсбурге. Хиротонию совершил архиепископ Михаил в состлужении с епископами Евкарпийский Богданом (Шпилькой), Элеаским Афинагором (Коккинакисом) и Назианзским Иезекиилем (Цукаласом). После хиротонии назначен управляющим Шестым (Питтсбургским) округом.
6 сентября 1960 года возведён в сан митрополита Тропейского и назначен управляющим Буэнос-Аиресским викариатством Американской архиепископии.
В 1962 году освобожден от должности, но до 1963 года продолжал нести служение в Южной Америке.
22 октября 1963 года избран правящим епископом новоучреждённой Германской митрополии, ипертимом и экзархом Нидерландов и Дании. Инторонизация состоялась 1 марта 1964 года церкви святого Андрея в Дюссельдорфе.
25 июня 1968 года был избран митрополитом Гелиопольским и Фирским.
С 12 августа 1969 года — правящий епископ новоучреждённой Шведской митрополии
30 апреля 1974 года избран митрополитом Анейским, после чего переехал в Афины.
Скончался 1 февраля 1988 года в Афинах.